# Pentagonica flavipes
Pentagonica flavipes – gatunek chrząszcza z rodziny biegaczowatych i podrodziny dzierowatych.

## Taksonomia
Gatunek ten opisany został po raz pierwszy w 1853 roku przez Johna Lawrence’a LeConte pod nazwą Didetus flavipes na łamach „Transactions of the American Philosophical Society”. Jako lokalizację typową wskazano Luizjanę. W 1936 roku wprowadzony został przez Philipa Jacksona Darlingtona na łamach „Psyche” podział omawianego gatunku na dwa podgatunki:
- Pentagonica flavipes flavipes (LeConte, 1853)
- Pentagonica flavipes picipes Darlington, 1936.

W obrębie obu podgatunków występuje zależna od lokalizacji zmienność budowy samczych aparatów kopulacyjnych, co wskazywać może, że omawiany takson jest w istocie zespołem nieodróżnialnych po cechach zewnętrznych gatunków bliźniaczych.

## Morfologia
Chrząszcz o ciele długości od 4,1 do 4,7 mm. Głowa jest ciemnobrązowa do smolistoczarnej, o czułkach u P. f. flavipes w całości czerwonawych, a u P. f. picipes w części odsiebnej mniej lub bardziej przyciemnionych, zwykle z wyraźnym kontrastem między barwą czwartego a piątego członu. Przedplecze jest ciemnobrązowe do smolistoczarnego z wąsko, przejrzyście rozjaśnionymi krawędziami bocznymi i przednią. Ubarwienie pokryw również jest ciemnobrązowe do smolistoczarnego. Odnóża u P. f. flavipes są rudoczerwonawe, a u P. f. picipes smoliste. Spód ciała jest cały ciemnobrązowy do smoliście czarnego. Edeagus ma płat wierzchołkowy w większości przypadków rozdęty i u podstawy przewężony.

## Rozprzestrzenienie
Gatunek neotropikalny. Podgatunek nominatywny znany jest z Karoliny Południowej, Luizjany i Florydy w Stanach Zjednoczonych, Kuby, Kajmanów, Bahamów, Małych Antyli (w tym Gwadelupy i Trynidadu), Belize, Gwatemali, Kostaryki, Panamy, Kolumbii, Wenezueli i Brazylii. Podgatunek P. f. picipes podawany jest z Haiti, Portoryka i Jamajki.